# Saint-Donat
 Saint-Donat  es una población y comuna francesa, situada en la región de Auvernia, departamento de Puy-de-Dôme, en el distrito de Issoire y cantón de La Tour-d'Auvergne.

## Demografía
| 675 | 587 | 466 | 410 | 334 | 280 |
| Para los censos de 1962 a 1999 la población legal corresponde a la población sin duplicidades (Fuente: INSEE [Consultar]) |     |     |     |     |     |